# Trichopodus
Trichopodus Lacépède, 1801 è un genere di pesci ossei d'acqua dolce, appartenente alla famiglia Osphronemidae (sottofamiglia Luciocephalinae).

## Diffusione e habitat
I Trichopodus sono diffusi nelle acque dolci del Sudest asiatico.

## Descrizione
Queste specie presentano un corpo molto compresso ai fianchi, dal profilo ovaloide. La pinna dorsale è ovale, ampia, e ancora di più lo è l'anale. Le pinne ventrali sono filiformi e molto mobili, la caudale è a delta, dagli angoli arrotondati. La livrea varia da specie a specie. La lunghezza massima si attesta tra i 12 cm e i 25 cm, secondo la specie.

## Riproduzione
Come le altre specie della famiglia Osphronemidae.

## Tassonomia
In seguito ad una revisione tassonomica, le specie precedentemente incluse nel genere Trichogaster sono state incluse in questo genere.

### Specie
Il genere Trichopodus comprende le seguenti specie:
- Trichopodus cantoris
- Trichopodus leerii
- Trichopodus microlepis
- Trichopodus pectoralis
- Trichopodus poptae
- Trichopodus trichopterus